# Plaça de l'U d'Octubre (Lleida)
La plaça de l'U d'Octubre és un espai públic de la ciutat de Lleida. Està ubicada a Cappont davant del centre d'atenció primària del barri, a la cruïlla amb els carrers d'Esperança González i de Marquès de Leganés.

## Història
Tot i que el CDR de Cappont i l'Associació de Veïns ja havien pres la iniciativa en rebatejar-la simbòlicament el 4 de novembre de 2017 en record dels fets ocorreguts l'1 d'octubre de 2017 amb motiu del referèndum sobre la independència de Catalunya, la plaça es va inaugurar oficialment el 22 de febrer de 2020. En aquest lloc, les càrregues de la policia espanyola contra el veïnat que va participar en el referèndum van ser especialment contundents i van provocar desenes de ferits entre els votants del col·legi electoral ubicat al centre sanitari. La inauguració va comptar amb les actuacions dels Gegants de Lleida i els Cantaires de Ponent i Els segadors va posar el punt final a l'acte. En les dues plaques que identifiquen la plaça s'hi pot llegir la cita del pedagog Josep Pallach «Cap ciutadà no és lliure, si el seu poble no n'és».
Dos dies després que la Paeria inaugurés la plaça després de més de dos anys de reivindicacions, aquesta va patir un atac en què les plaques van ser esborrades amb pintura marró. Amb anterioritat, però, també havien estat arrencades, tacades amb pintura blanca o pintades amb els colors de la bandera espanyola.